# Tiina Lillak
Tiina Lillak (n. 15 aprilie 1961, Helsingfors, Finlanda) este o aruncătoare de suliță ce a reprezentat Finlanda, medaliată olimpică. A participat la 3 ediții ale Jocurilor Olimpice (1980, 1984, 1988) în care a câștigat o medalie de argint. În 1983 a devenit campioană mondială.

## Palmares
| An   | Competiție                      | Locație                     | Loc | Note    |
| ---- | ------------------------------- | --------------------------- | --- | ------- |
| 1979 | Campionatul European de Juniori | Bydgoszcz, Polonia          | 14  | 48,72 m |
| 1980 | Jocurile Olimpice               | Moscova, URSS               | 14  | 56,26 m |
| 1982 | Campionatul European            | Atena, Grecia               | 4   | 66,26 m |
| 1983 | Campionatul Mondial             | Helsinki, Finlanda          | 1   | 70,82 m |
| 1984 | Jocurile Olimpice               | Los Angeles, Statele Unite  | 2   | 69,00 m |
| 1986 | Campionatul European            | Stuttgart, Germania de Vest | 4   | 66,66 m |
| 1987 | Campionatul Mondial             | Roma, Italia                | 6   | 66,82 m |
| 1988 | Jocurile Olimpice               | Seul, Coreea de Sud         | 15  | 60,06 m |
| 1990 | Campionatul European            | Split, Iugoslavia           | 10  | 58,80 m |
| 1991 | Campionatul Mondial             | Tokio, Japonia              | 15  | 58,42 m |